# Agenda (TV-program)
Agenda är ett TV-program i SVT som behandlar aktuella händelser. Det beskriver sig själv som "Det direktsända Agenda fördjupar sig i de viktigaste händelserna i Sverige och världen och sätter agendan för nästa veckas debatt."

## Historik
Programmet startade 2001 med Lars Adaktusson som programledare och ansvarig utgivare, samt  Mats Weiland och Erika Bjerström som redaktörer. Programmet Agenda ersatte tillsammans med Uppdrag Granskning och Debatt flera samhällsprogram som lagts ner året innan (Norra Magasinet, 8 dagar, Debattakuten, Speciellt, Reportrarna, Striptease, etc.). 
Stående inslag i programmet var de första åren Veckans eftertanke (en krönika), sammanfattning av veckan som gått och en koll på vad som står på nyhetsagendan den kommande veckan. Dessa delar är nu borttagna.
Ursprungligen sändes programmet i SVT2, men har därefter bytt kanal och sändningstid flera gånger för att numera (från augusti 2003) sändas söndagar 21.15 i SVT2.

## Programledare
Följande personer har varit, eller är, programledare för Agenda:[källa behövs]
- 2001–2005 - Lars Adaktusson
- 2005–2008 - Karin Hübinette
- 2008–2010 - Karin Hübinette och Anna Hedenmo
- 2010–2011 - Anna Hedenmo och Marianne Rundström
- 2011 - Anna Hedenmo och Camilla Kvartoft
- 2012 - Mats Knutson
- 2014 - Anders Holmberg

Nike Nylander, Cecilia Gralde och Magnus Thorén har också lett programmet.